# Palermo arabo-normanna e le cattedrali di Cefalù e Monreale
Palermo arabo-normanna e le cattedrali di Cefalù e Monreale è un sito seriale italiano inserito dall'UNESCO nella Lista dei patrimoni dell'umanità nel 2015.
La serie comprende nove beni artistico-monumentali dell'architettura arabo-normanna durante il periodo dei Normanni in Sicilia, sette custoditi nella città di Palermo e uno ciascuno a Cefalù e a Monreale. Si tratta di due palazzi, tre cattedrali, quattro chiese e un ponte.

## Storia
La candidatura è stata promossa nel 2010 da Fondazione Patrimonio UNESCO Sicilia e dall'Assessorato dei Beni Culturali e dell'Identità siciliana della Regione Siciliana, con i contributi della Fondazione di Sicilia e dei Comuni di Palermo, Cefalù e Monreale; degli arcivescovati delle diocesi di Palermo, Cefalù, Monreale e dell'Eparchia di Piana degli Albanesi.
È entrata ufficialmente nella Lista dei patrimoni dell'umanità il 3 luglio 2015, nel corso della 39ª Sessione del Comitato del Patrimonio Mondiale svoltasi a Bonn.
La Regione ha chiesto che il percorso Unesco possa ampliarsi ricomprendendo ulteriori siti come il Castello a Mare, la Cuba, la Cubula, il Castello di Maredolce con il Parco della Favara, la Chiesa di Santa Maria della Maddalena, la Chiesa della Magione e le terme arabe di Cefalà Diana.

## Elenco siti
| Monumento                                    | Località | Foto |
| -------------------------------------------- | -------- | ---- |
| Palazzo Reale o dei Normanni                 | Palermo  |      |
| Cappella Palatina del Palazzo Reale          | Palermo  |      |
| La Zisa                                      | Palermo  |      |
| Cattedrale della Santa Vergine Maria Assunta | Palermo  |      |
| Chiesa di San Giovanni degli Eremiti         | Palermo  |      |
| Chiesa della Martorana                       | Palermo  |      |
| Chiesa di San Cataldo                        | Palermo  |      |
| Ponte dell'Ammiraglio                        | Palermo  |      |
| Cattedrale o Duomo del Santissimo Salvatore  | Cefalù   |      |
| Cattedrale o Duomo di Santa Maria Nuova      | Monreale |      |